# رودنیتسا (راشکا)
رودنیتسا (به صربی: Rudnica) یک منطقهٔ مسکونی در صربستان است که در راشکا واقع شده‌است. رودنیتسا ۳۳۲ نفر جمعیت دارد.